# St. Andreas und Vitus (Freren)

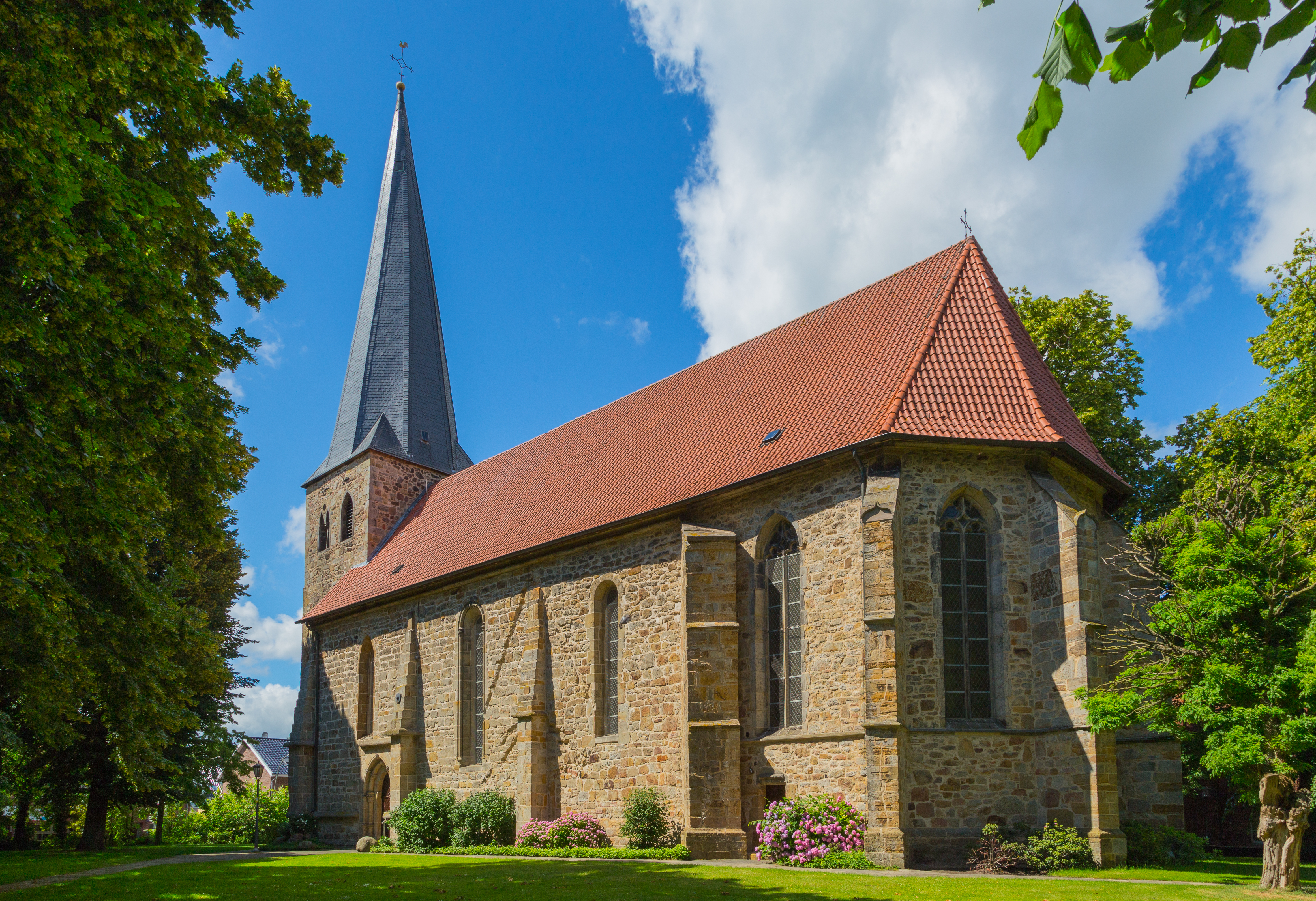
St. Andreas und Vitus

Die reformierte denkmalgeschützte Kirche St. Andreas und Vitus steht in Freren, einer Kleinstadt im Landkreis Emsland von Niedersachsen. Die Kirchengemeinde gehört zum Synodalverband Emsland/Osnabrück der Evangelisch-reformierten Kirche (Landeskirche).

## Beschreibung
Die Saalkirche wurde im 13. Jahrhundert aus Bruchsteinen gebaut. Sie hatte ein Langhaus mit zwei quadratischen Jochen und einen gerade geschlossenen Chor. Der quadratische Kirchturm im Westen wurde vom Vorgängerbau, der bereits um 1200 entstanden ist, übernommen. Ende des 15. Jahrhunderts wurden das Langhaus und der Chor mit einem 3/8-Abschluss verlängert. Die Wände werden von Strebepfeilern gestützt. Die Portale und einige der schlanken Bogenfenster sind innen und außen durch umlaufende Wulste mit Wirteln ausgestattet. Der Turm ist mit einem schiefergedeckten, achtseitigen, spitzen Helm bedeckt. Sein oberstes Geschoss hat spitzbogige Biforien als Klangarkaden.
Der Innenraum hat Wandvorlagen mit Diensten an den Ecken, Wirteln und Knospenkapitellen. Das Langhaus ist mit einem gebusten Kreuzrippengewölbe überspannt, das Netzgewölbe im Chor ist aus der Zeit der Erweiterung vom Ende des 15. Jahrhunderts. Die Orgel hat acht Register.